# 道の駅わきのさわ
道の駅わきのさわ（みちのえき わきのさわ）は、青森県むつ市にある国道338号の道の駅である。リフレッシュセンター鱈の里を中心とする施設の一つ。

## 施設
- 駐車場
  - 普通車：30台
  - 大型車：2台
  - 身障者用駐車場：1台
- トイレ （いずれも24時間利用可能）
  - 男：大 2器、小 6器
  - 女：5器
  - 身障者用：1器
- 公衆電話：1
- 休憩所（8:30 - 17:00）
- レストラン「食堂あすなろ」（10:00 - 15:00）
- 野猿公苑
- 山村広場
- 多目的広場
- わんぱく広場

## 休館日
- 無休（11月 - 3月は隣接するいのしし館で営業）

## アクセス
- 国道338号

## 周辺
- 脇野沢温泉
- 保養センター